# Мајка Ричардс
Мајка Линколн Ричардс (енгл. Micah Lincoln Richards; Бирмингем, 24. јун 1988) је бивши енглески фудбалер. Играо је на позицији десног бека или централног одбрамбеног играча.

## Каријера
Иако су његови родитељи живели у Лидсу, Ричардс је рођен у Бирмингему где су његови родитељи били у посети рођацима.
Прошао је млађе категорије Манчестер ситија а за први тим је дебитовао у октобру 2005, као 17-годишњак. У Ситију је одиграо 245 утакмица, а сезону 2014/15. провео је на позајмици у Фјорентини, пре него што је у јуну 2015. као слободан играч прешао у Астон Вилу са којом је потписао четворогодишњи уговор. До завршетка сезоне 2018/19. је био под уговором са Астон Вилом, али је због проблема са повредама последњи меч за овај клуб одиграо још у октобру 2016. У јулу 2019. је објавио крај играчке каријере.

## Трофеји

### Манчестер Сити
- Премијер лига (1) : 2011/12.
- ФА куп (1) : 2010/11.